# BD+20°594
BD+20°594 — звезда, которая находится в созвездии Тельца на расстоянии приблизительно 496 св. лет от Солнца. Вокруг звезды обращается, как минимум, одна планета.

## Характеристики
BD+20°594 представляет собой звезду-аналог Солнца. Её масса и радиус равны 96 % и 92 % солнечных соответственно. Температура поверхности BD+20°594 составляет около 5766 кельвинов. Возраст звезды оценивается приблизительно в 3,34 миллиарда лет. 
Впервые звезда упоминается в звёздном каталоге «Боннское обозрение», составленном под руководством немецкого астронома Ф. Аргеландера в 1850—1860 годах, поэтому за ней закрепилось наименование BD+20°594. Звезда имеет 11 видимую звёздную величину, и поэтому не видна невооружённым глазом. Её можно найти на небе в восточной части созвездия Тельца, рядом со скоплением Плеяды.

## Планетная система
В 2016 году было объявлено об открытии планеты BD+20°594 b в системе. Масса планеты равна 10—20 массам Земли. Несмотря на то, что её диаметр составляет половину диаметра Нептуна, она состоит из каменистых пород. Орбита планеты расположена на расстоянии 0,2 а.е. от родительской звезды. Полный оборот вокруг звезды она совершает за 41 сутки.